# Euxestomoea prompta
Euxestomoea prompta är en tvåvingeart som först beskrevs av Walker 1859.  Euxestomoea prompta ingår i släktet Euxestomoea och familjen bredmunsflugor. Inga underarter finns listade i Catalogue of Life.